# Spławik

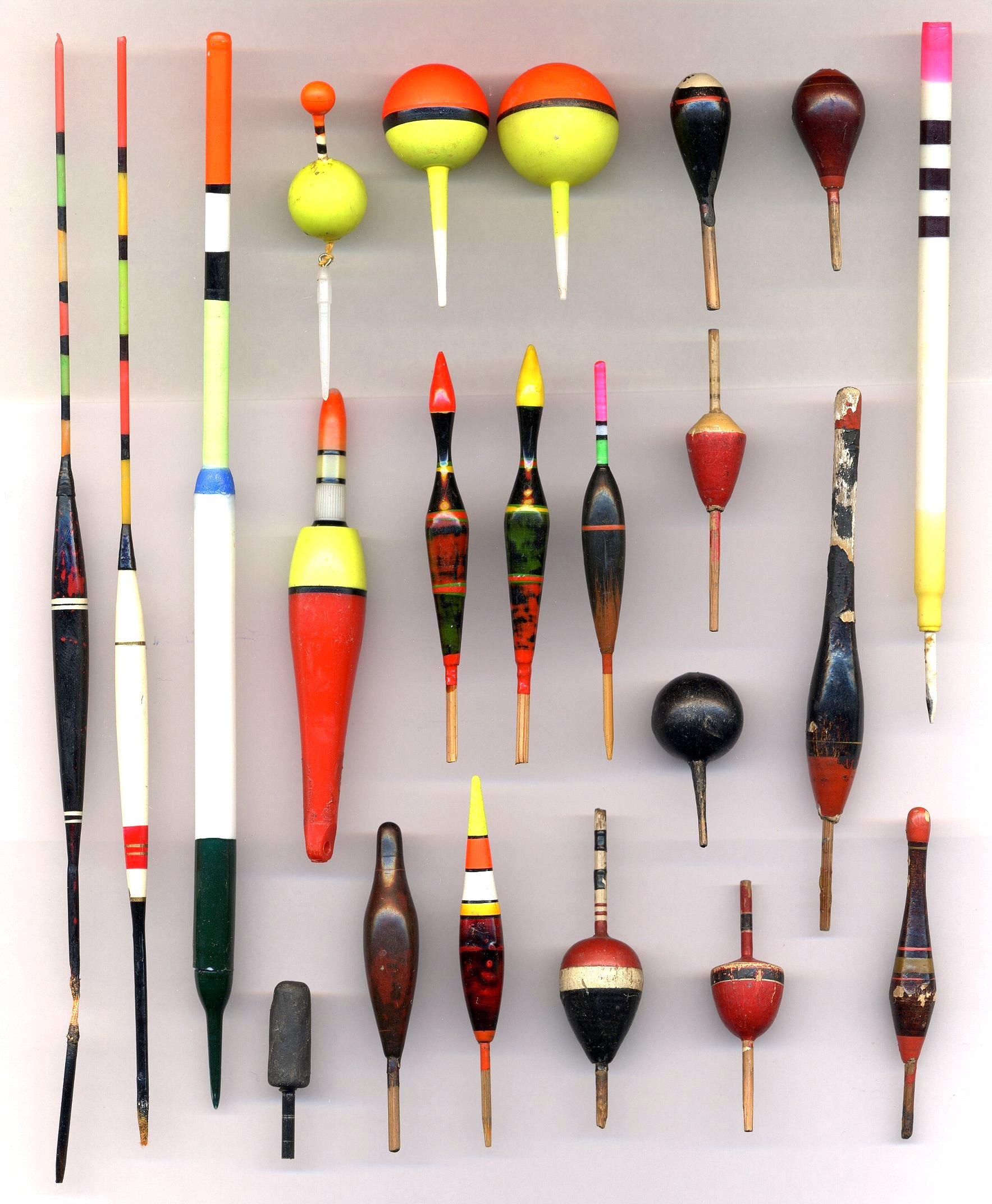
Różne spławiki

Spławik – kawałek materiału (najczęściej drewna bądź tworzywa sztucznego) pływającego na powierzchni wody, służący do sygnalizowania pochwycenia przynęty przez rybę (czyli potocznie mówiąc – do sygnalizacji brań). Jest używany w wędkarstwie spławikowym.
Spławiki mogą mieć różne kształty, od pękatych i grubych, po cienkie i smukłe. Stosowanie danego typu spławika określone jest przez typ łowiska (woda stojąca, płynąca, od szybkości prądu, głębokości łowienia itp.).
Istnieją różne rodzaje spławików:
- waggler – przeznaczony do połowu ryb metodą odległościową. Jest mocowany na żyłce w sposób jednopunktowy.
- spławik przelotowy – żyłka główna przechodzi przez małe oczko umieszczone w jego dolnej części. Aby go wyważyć, na żyłce głównej mocuje się stoper, który ogranicza tzw. „grunt”.
- spławik stały – jest na stałe przymocowany do żyłki. W tym przypadku nie ma konieczności używania gumowych stoperów.
- spławik bez antenki
- spławik do gruntowania łowiska